# Balázs Szobi
Balázs Szobi (* 28. April 1973 in Budapest, Ungarn; † 5. Juli 2010 ebenda) war ein ungarischer Motorsportler und Rennfahrer.

## Karriere
Schon in jungen Jahren nahm er mit einem Lada an Rallye-Meisterschaften teil, probierte aber auch andere Sportarten in der Luft, zu Land und zu Wasser aus. So fuhr er von 1997 bis 2002 Jetski, nahm ab 2006 an der Rallye Dakar teil und fuhr seit 2008 LKW-Rennen im Rahmen der FIA European Truck Racing Championship.
Dort galt er als besonders talentiert und rangierte 2010 stets unter den Top Ten. Nach nur 3 gefahrenen Rennen hatte er bereits 28 Punkte eingefahren und lag mit Jochen Hahn, seinem damaligen Team-Kollegen des Team Hahn OXXO Racing, in der Teamwertung mit 195 Punkten auf Platz 3.
Seine Karriere wurde am 5. Juli 2010 tragisch beendet, als er zusammen mit seinem Team-OXXO-Pressemanager und einem Sponsor bei einem Flugzeugabsturz tödlich verunglückte. Die drei befanden sich an Bord des Kleinflugzeugs vom Typ Cessna, das frisch betankt vom Flugplatz Farkashegy (LHFH) aufgestiegen und dann abgestürzt war, woraufhin es teilweise ausbrannte.

## Erfolge
- 1994 bis 2002: 3. bis 5. Platz bei Jetski-Meisterschaften
- 2005: 2. Platz im Ungarischen BF-Goodrich-Pokal
- 2005: 4. Platz bei der Baja Spanien
- 2005 bis 2006: Fairplay-Preis der Rallye Lissabon-Dakar
- 2005 bis 2006: 24. Platz in der Rallye Lissabon-Dakar
- 2006: 3. Platz und Fairplay-Preis bei ungarischen Jetski-Meisterschaften
- 2006: 3. Platz bei der Pharaonen-Rallye in Ägypten
- 2007: 2. Platz beim Geschicklichkeitsfahren im ungarischen Suzuki Swift Cup
- 2007: 2. Platz in der Freestyle-Kategorie der Jetski-Meisterschaft
- 2008: 19. bei der Mitteleuropa-Rallye
- 2008: 15. in der FIA European Truck Racing Championship, Rookie of the Year (Newcomer des Jahres)
- 2009: 10. in der FIA European Truck Racing Championship
- 2010: 12. in der FIA European Truck Racing Championship, obwohl er nur 3 von 9 Rennen fahren konnte